# Georg-Henning von Bassewitz-Behr
Le comte Georg-Henning von Bassewitz-Behr, né le 21 mars 1900 à Lützow (Mecklembourg), mort le 31 janvier 1949  dans le camp sibérien de Magadan, est un officier allemand qui fut SS-Gruppenführer, Generalleutnant de la Waffen-SS et de la Police pendant la Seconde Guerre mondiale, responsable de crimes de guerre à travers le massacre de dizaines de milliers de civils, partisans et juifs sur le front de l'Est en 1941-1942.

## Biographie
G.-H. von Bassewitz-Behr est descend d'une ancienne famille de la noblesse mecklembourgeoise, les Bassewitz. Il grandit aux côtés de ses quatre jeunes sœurs dans un domaine du Mecklembourg. Lorsqu'il a 15 ans, son père meurt. Après la fin de la Première Guerre mondiale, Bassewitz-Behr gère les biens familiaux dans le Mecklembourg, subvient aux besoins de sa famille et devient membre de la Stahlhelm. Après 1930, il cherche à construire, en vain, une nouvelle existence comme exploitant agricole dans l'ancienne colonie du Sud-Ouest africain allemand, mais revient peu après en Allemagne et devient un partisan fervent de l'idéologie national-socialiste.
Il s'inscrit en 1931 au NSDAP et à la SS,, ainsi qu'auprès du NSKK. En 1938, il devient, comme membre de l'état-major du SS-Hauptamt, inspecteur des troupes du NSKK. Pendant la guerre germano-soviétique (1941-1945), il est, de mi-novembre 1941 jusqu'à début août 1942, Höherer der SS und Polizeiführer (HSSPF) à Dnipropetrovsk, où il est responsable de la mort de 45 000 civils. Du 22 novembre 1942 jusqu'au 24 mars 1943, il est HSSPF de la Russie centrale à Moguilev. Du 16 février 1943 au 8 mai 1945, il est HSSPF du Wehrkreis (district militaire) X à Hambourg. Le 1er juillet 1944, il est promu Generalleutnant de la Waffen-SS, après avoir déjà été nommé, le 20 avril 1943, SS-Gruppenführer (équivalent de général de division) et Generalleutnant de la Police.
Il est acquitté en août 1947 au procès du Curiohaus de Hambourg où il comparaît comme criminel de guerre mais, le 16 septembre 1947, il est livré à l'administration soviétique. Pour la mort de 45 000 civils, il est condamné à vingt-cinq années de travaux forcés, à effectuer dans la Région de Dniepropetrovsk. Il meurt deux ans plus tard dans un autre camp de travail à Magadan en Sibérie orientale.

## Carrière
| Rang de G-H Graf von Bassewitz-Behr dans la SS et la Police | Rang de G-H Graf von Bassewitz-Behr dans la SS et la Police |
| Date                                                        | Rang                                                        |
| ----------------------------------------------------------- | ----------------------------------------------------------- |
| Septembre 1938                                              | SS-Oberführer                                               |
| Juin 1940                                                   | SS-Obersturmbannführer (Waffen-SS)                          |
| Janvier 1942                                                | SS-Brigadeführer et Generalmajor de la Police               |
| Avril 1943                                                  | SS-Gruppenführer et Generalleutnant de la Police            |
| Juillet 1944                                                | Generalleutnant de la Waffen-SS                             |

## Distinctions et médailles
- Épée d'honneur du RFSS
- Bague à tête de mort de la SS
- Distinction de fonctions de la SS
- Croix de fer (1939) IIe et Ire Classe (1939)[8]
- Croix du mérite de guerre (1939) IIe Classe avec épées